# Félix Moati

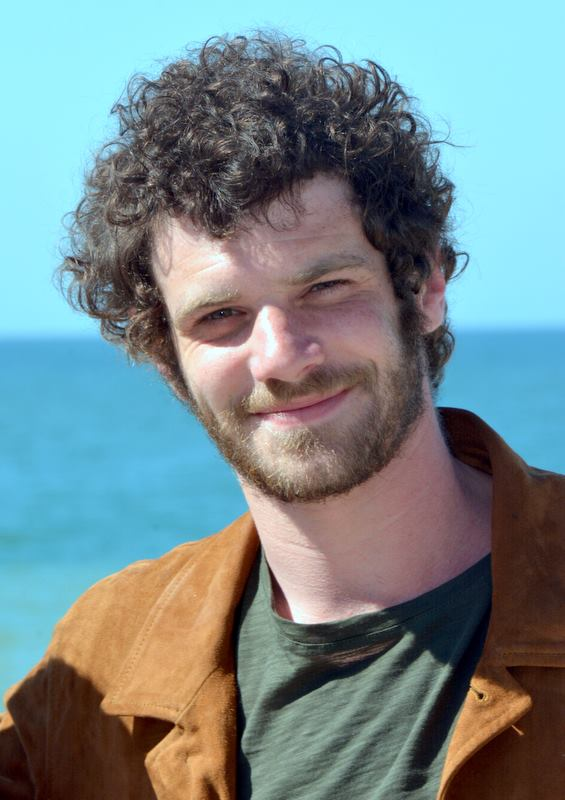
Félix Moati 2017

Félix Moati (* 24. Mai 1990 in Paris) ist ein französischer Schauspieler.

## Leben
Moati kam als Sohn des Journalisten und Regisseurs Serge Moati in Paris zur Welt. Bereits im Kindesalter stand er in Serge Moatis Fernsehfilm Tendre piège in einer Nebenrolle vor der Kamera. Sein zweiter Film folgte erst 2008: In Lisa Azuelos’ LOL (Laughing Out Loud) übernahm er 2008 die Rolle als Lolas erste Jugendliebe Arthur. Es folgten mehrere Rollen in Fernsehserien, -filmen und Kurzfilmen. Nach dem Horrorfilm Livid – Das Blut der Ballerinas, in dem er eine Hauptrolle übernahm, war Moati 2012 in der Politkomödie Télé gaucho als Filmenthusiast zu sehen, der zum Betreiber eines unabhängigen Fernsehsenders wird. Für seine Darstellung erhielt er 2013 eine César-Nominierung in der Kategorie Bester Nachwuchsdarsteller. Auch in Benjamin Guedjs Regiedebüt, der Filmkomödie Libre et assoupi, überzeugte Moati und gewann 2014 einen Darstellerpreis auf dem Festival international du film de comédie de l’Alpe d’Huez.

## Filmografie
- 1996: Tendre piège (TV)
- 2008: LOL (Laughing Out Loud)
- 2009: Sweet Dream (TV-Serie)
- 2009: Les incroyables aventures de Fusion Man (TV)
- 2009: Rech JF: pour court-métrage rémunéré (Kurzfilm)
- 2010: Depuis demain (Kurzfilm)
- 2011: Livid – Das Blut der Ballerinas (Livide)
- 2012: Télé gaucho
- 2014: Libre et assoupi
- 2014: Hippokrates und ich (Hippocrate)
- 2014: Gaby Baby Doll
- 2014: Valentin Valentin
- 2015: À trois on y va
- 2015: La vie très privée de Monsieur Sim
- 2015: Bête noire (Kurzfilm)
- 2016: Der Landarzt von Chaussy (Le médecin de campagne)
- 2016: L’enfance d’un chef (Kurzfilm)
- 2016: Petit homme
- 2017: Voll verschleiert (Cherchez la femme)
- 2018: Ein Becken voller Männer (Le grand bain)
- 2019: Meine überirdische Mutter (Si tu vois ma mère)
- 2020: Resistance – Widerstand (Resistance)
- 2020: Kampf um den Halbmond (No Man’s Land)
- 2021: The French Dispatch
- 2023: Diebinnen (Voleuses)
- 2024: The Green Deal
- 2025: Deux femmes en or

## Auszeichnungen
- 2013: César-Nominierung, Bester Nachwuchsdarsteller, für Télé gaucho
- 2013: Goldener Schwan für den besten Nachwuchsdarsteller, Festival du film de Cabourg, für Télé gaucho
- 2014: Preis als „Coup de cœur“ (etwa „Liebling“) der Jury, Festival international du film de comédie de l’Alpe d’Huez, für Libre et assoupi[1]
- 2016: César-Nominierung, Bester Nachwuchsdarsteller, für À trois on y va